# Géfitinib
Le géfitinib, est un médicament de type Inhibiteur de tyrosine kinase, ciblant le récepteur du facteur de croissance épidermique (EGFR) et utilisé dans le traitement de certains cancers. Il est vendu sous le nom de marque Iressa.

## Mode d'action
Il s'agit d'un inhibiteur de la tyrosine kinase et d'un inhibiteur de l'EGFR.

## Usage médical
C'est un médicament utilisé pour traiter le cancer du poumon non à petites cellules. Plus précisément, il est utilisé dans les cas présentant certaines mutations du récepteur du facteur de croissance épidermique. Il est pris par la bouche.

## Effets secondaires
Les effets secondaires courants comprennent les éruptions cutanées, la diarrhée, les nausées, la fièvre, l'inflammation de la bouche, les problèmes oculaires, les problèmes hépatiques et les problèmes rénaux, d'autres effets secondaires peuvent inclure une maladie pulmonaire interstitielle et l'infertilité. L'utilisation pendant la grossesse peut nuire au fœtus. 

## Histoire
Le géfitinib a été approuvé pour un usage médical aux États-Unis en 2003 et en Europe en 2009,. Il figure sur la liste des médicaments essentiels de l'Organisation mondiale de la santé comme alternative à l'erlotinib. Il est disponible en tant que médicament générique. Au Royaume-Uni, un mois coûte au NHS environ 2 200 livre sterling à partir de 2021. Ce montant aux États-Unis coûte environ 8 100 dollars américains.